# Cantón de Lunel
El cantón de Lunel es una división administrativa francesa, situada en el departamento del Hérault y la región Occitania.

## Composición
El cantón de Lunel agrupa 15 comunas :
- Lunel
- Boisseron
- Campagne
- Galargues
- Garrigues
- Lunel-Viel
- Marsillargues
- Saint-Christol
- Saint-Just
- Saint-Nazaire-de-Pézan
- Saint-Sériès
- Saturargues
- Saussines
- Vérargues
- Villetelle

|  |  |